# جامعة الأمم الأولى في كندا
جامعة الأمم الأولى في كندا هي جامعة حكومية في كندا، تأسست عام 1976. تقع في مدن ريجينا، ساسكاتون، برينس ألبرت.

## وصلات خارجية
- الموقع الرسمي